# Cryptacanthodes bergi
Cryptacanthodes bergi är en fiskart som beskrevs av Lindberg, 1930. Cryptacanthodes bergi ingår i släktet Cryptacanthodes och familjen Cryptacanthodidae. Inga underarter finns listade i Catalogue of Life.